# Майковський Іполит Данилович

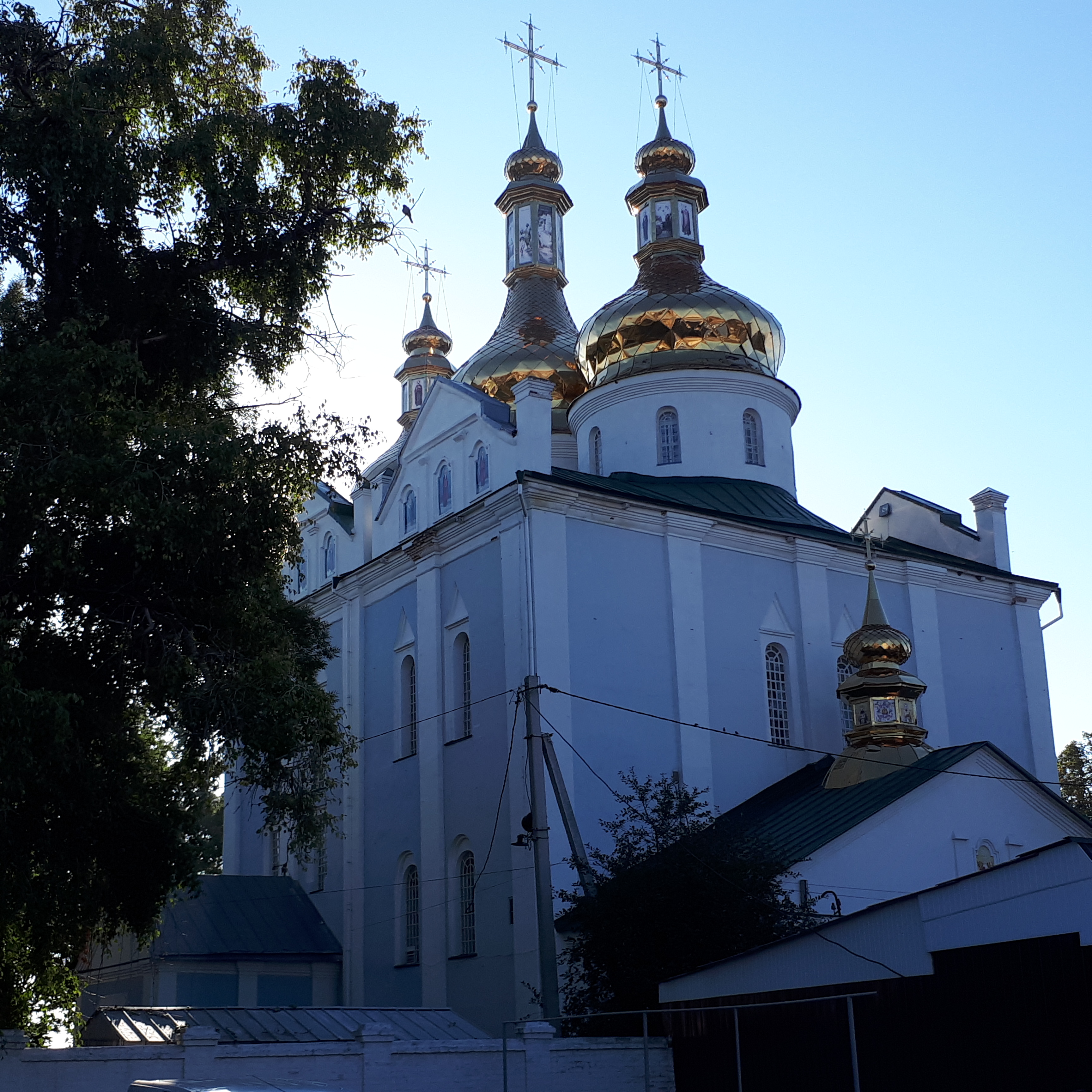
Святодухівський собор у рідному місті пам'ятає художника

Майковський Іполит Данилович (1 (13) серпня 1885 року, м. Ромни Полтавська губернія, нині Сумська  область — 2 лютого 1963 року, комуна Еньо поблизу м. Льєж, Бельгія) — живописець, мариніст.

## Біографія
Майковський Іполит Данилович народився (01(13) серпня 1885 року у місті Ромни Полтавська губернія, нині Сумська  область. У 1910 році закінчив Київське художнє училище. Згодом закінчив Московське училище живопису, скульптури та архітектури (викладачі А. Архипов, К. Коровін, Л. Пастернак). Працював художником у театрах Москви і Києва. Від 1915 року жив і працював у Туреччині. У 1920 році переїхав у Королівство Сербії, Хорватії, Словенії. З 1944 по 1951 рік жив у Австрії, потім — у Бельгії. Викладав малювання у гімназіях.

## Творчість
Майковський Іполит Данилович створював морські пейзажі: писав острови, затоки, скелі, прибережні будівлі та краєвиди рибальських селищ на Адріатичичному узбережжі. Він прагнув зображати не тільки море, але й створювати жанрові композиції. На полотнах зображено, скажімо, самотній рибальський човени на березі. Сірі хмари нависають над поверхнею моря. Краєвиди мають сумний і ліричний характер. Він також автор портретів і натюрмортів. Учасник мистецьких виставок від 1920-х рр. Персональні виставки відбулися — у Спліті (Хорватія, 1922, 1927, 1930, 1937), Сараєво (1930), Белграді (1934, 1936), Заґребі (1935, 1938–39), Любляні (1935, 1937, 1940). Деякі полотна зберігаються у Галереї мистецтв Боснії і Герцеґовини у Сараєво.

## Твори
Майковський створив:
- «Захід сонця над затокою» (1920–40-і рр.)
- «Військово-морське судно на рейсі» (1920–40-і рр.)
- «Човни на узбережжі» (1920–40-і рр.)
- «Натюрморт із квітами та фруктами» (1924)
- «Узбережжя», початок ХХ ст. Полотно на картоні, олія; 21,5х27,5;